# RalliSport Challenge
RalliSport Challenge je rallye závodní videohra pro Microsoft Windows a Xbox z roku 2002. Umožňuje kariéru až s 29 vozy včetně Mitsubishi Lancer Evo 6 a Suzuki Grand Vitara.
Hra obsahuje čtyři typy závodů: Rally, Hillclimb, Ice Racing a Rallycross. V roce 2004 bylo vydáno pokračování RalliSport Challenge 2 pro Xbox.

## Hratelnost
V režimu Rally jezdci jednoduše závodí z bodu A do bodu B. 
V režimu kariéry jezdci závodí jeden po druhém, zatímco v single race závodí s počítačem. To platí i pro ostatní závody s výjimkou Ice Racing a Rallycross.
Ve hře Hillclimb budou řidiči závodit do kopce nebo sjíždět z nebezpečné hory s útesy a kameny podél trati. Jediná chyba může jezdce poslat z útesu nebo do skal a tím si poškodit vůz a zhoršit svůj výkon. 
V závodě Ice Racing jezdci závodí na trati s ledovým povrchem po určitý počet kol. Na sjízdných místech bývá sníh, díky kterému může přijít o důležitou pozici.
V Rallycrossu jezdci závodí na okruhu, ve stejný čas jako všichni ostatní po určitý počet kol, s několika typy silnic, jako je šotolina a asfalt.
Jezdci startují s osmi vozy bez ohledu na to, zda použijí obtížnost Začátečník nebo Normální. K odemčení zbývajících 21 vozů musí absolvovat kariéru. V režimu pro začátečníky mohou řidiči restartovat závod v libovolném bodě rallye. V režimu Normal však musí řidiči pro restart absolvovat celou rallye znovu bez ohledu na to, co se stalo.
Mimo režim kariéry se lze účastnit útoků na čas. Při účasti v nich se načte, uloží nebo přehraje „duch“ nejlepšího kola jezdce pokaždé, když se daný závod podnikne. K dispozici je také režim pro více hráčů na rozdělené obrazovce, ve kterém hráči závodí proti sobě v jakémkoli závodním režimu. 